# Listă de scriitori de limbă germană/S
| Vezi: Sa Sc-Scha Sche Schi- Schl Schm Schn Scho Schr Schu Schw- Scu Se- Sh Si- Spa Spe- Sta Ste- Sti Sto- Str Stu- Sz |

## Sa
- Christian Saalberg (1926–2006)
- Martha Saalfeld, de fapt vom Scheidt (1898–1976)
- Günter Saalmann (n. 1936)
- Ferdinand von Saar (1833–1906)
- Heinz Winfried Sabais (1922–1981)
- Robert Sabel (1860–1911)
- Edmund Sabott (1898–1956)
- Gottfried Wilhelm Sacer (1635–1699)
- Alexander Sacher-Masoch (1901–1972)
- Leopold von Sacher-Masoch (1836–1895)
- Hans Sachs (1494–1576)
- Nelly Sachs (1891–1970)
- Johann Christoph Sachse (1762–1822)
- Gustav Sack (1885–1916)
- Uwe Saeger (n. 1948)
- Rüdiger Safranski (n. 1945)
- Maria Anna Sagar (1727–1805)
- Hans Sahl (1902–1993)
- Said (1947)
- George Saiko (1892–1962)
- Michael Sailer (1963)
- Sebastian Sailer (1714–1777)
- Helmut Sakowski (1924–2005)
- Edith Gräfin Salburg (1868–1942)
- Franz Sales Sklenitzka (1947)
- Johann Gaudenz von Salis-Seewis (1762–1834)
- Friedrich von Sallet (1812–1843)
- Carl Salm (1888-1939)
- Ernst von Salomon (1902–1972)
- Peter Salomon (n. 1947)
- Felix Salten, de fapt Siegmund Salzmann (1869–1945)
- Hans von Saltzwedel (1857–1929)
- Hugo Salus (1866–1929)
- Gaston Salvatore (n. 1941)
- Christian Gotthilf Salzmann (1744–1811)
- Wolfgang Sämann (n. 1940)
- Gregor Samarow, de fapt Johann Ferdinand Martin Oskar Meding (1829–1903)
- Edward Samhaber (1846–1927)
- Horst Samson (n. 1954)
- Carmen von Samson-Himmelstjerna (n. 1963)
- Gregor Sander (n. 1968)
- Evelyn Sanders (n. 1934)
- Ulrike Almut Sandig (n. 1979)
- Christian Sandler (1858–1912)
- Klaus Sandler (1945–1984)
- Oscar Sandner (n. 1927)
- Emil Sandt (1864-1938)
- Ana Santak (n. 1982)
- Moritz Saphir, de fapt Moses Saphir (1795–1858)
- Irina Sapira (n. 1944)
- Agnes Sapper (1852–1929)
- Theodor Sapper (1905–1982)
- Dettmar Heinrich Sarnetzki (1878–1961)
- Joachim Sartorius (n. 1946)
- Bartholomäus Sastrow (1520–1603)
- Harald Sattler (n. 1939)
- Otto Sattler (1872–1950)
- Albert Sauer (1911–1992)
- Jörg Uwe Sauer (n. 1963)
- Marie Sauer (1871–1958)
- Ferdinand Sauter (1804–1854)
- Samuel Friedrich Sauter (1766–1846)
- Michael Sawka (1860–1906)

## Sc - Scha
- Carl von Scapinelli (1876–1959)
- Hanni Schaaf (n. 1933)
- Frank Schablewski (1965)
- Roland Schacht (1888-1961)
- Ulrich Schacht (n. 1951)
- Dietrich von Schachten (1445–1503)
- Adolf Friedrich von Schack (1815–1894)
- Johann Kaspar Schade (1666–1698)
- Hans Joachim Schädlich (n. 1935)
- Hermann Schaefer (1847–1932)
- Michael Schaefer (n. 1976)
- Oda Schaefer, de fapt Oda Lange (1900–1988)
- Albrecht Schaeffer (1885–1950)
- Emil Schaeffer (1874–?)
- Gisela Schäfer (n. 1935)
- Hans Erwin Schäfer (1936–?)
- Walter Erich Schäfer (1901–1981)
- Wilhelm Schäfer (1868–1952)
- Willi Schäferdiek (1903–1993)
- Jakob Schaffner (1875–1944)
- Karl Schaffnit (1849–1899)
- Simon Schaidenreisser, (1497–1592)
- Alice Schalek (1874–1956)
- Christoph Dietrich von Schallenberg (1561–1597)
- Paul Schallück (1922–1976)
- Ludwig Schandein (1813–1894)
- Frieda Schanz (1859–1944)
- Edzard Schaper (1908–1984)
- Anna Schapire-Neurath (1877–1911)
- Michael Scharang (n. 1941)
- Ludwig Scharf (1864–1938)
- Margot Scharpenberg (1924)
- Wilhelm Scharrelmann (1875–1950)
- Adam Scharrer (1889–1948)
- Dagmar Scharsich (n. 1956)
- Peter Schattschneider (1950)
- Frank Schätzing (n. 1957)
- Otto Schaufelberger (1901–1987)
- Hippolyt August Schaufert (1834–1872)
- Richard von Schaukal (1874–1942)
- Ruth Schaumann (1899–1975)
- Georg Schaumberg (1855–1931)
- Heinrich Schaumberger (1843–1874)
- Paul Schaumburg, pseudonim Paul Burg (1884–1948)
- Franz Schauwecker (1890–1964)
- Heinz Schauwecker (1894–1977)

## Sche
- Susanne Schedel (n. 1973)
- Rainer Schedlinski (n. 1956)
- Meta Scheele (1904–1942)
- Karl-Herbert Scheer (1928–1991)
- Maximilian Scheer (1896–1978)
- Paul Scheerbart (1863–1915)
- Jana Scheerer (n. 1978)
- Leopold Schefer (1784–1862)
- Fritz Scheffel (1889–1942)
- Joseph Victor von Scheffel (1826–1886)
- Thassilo von Scheffer (1873–1951)
- Karl Scheffler (1869–1951)
- Ursel Scheffler (n. 1938)
- Johann Georg Scheffner (1736–1820)
- Asta Scheib (n. 1939)
- Ernst Scheibelreiter (1897–1973)
- Susanne Scheibler
- Johann Hermann Schein (1586–1630)
- Hans Schellbach, de fapt Hans Scheliga (1925–1990)
- Ernst Ludwig Schellenberg (1883–1964)
- Will Scheller (1890–1937)
- Martin Schemm (n. 1964)
- Werner Schendell, pseudonim Roman Quitt (1891–1961)
- Eduard von Schenk (1788–1841)
- Herrad Schenk (n. 1948)
- Johannes Schenk (n. 1941)
- Max von Schenkendorf (1783–1817)
- Karl Aloys Schenzinger (1886–1962)
- Rainer Schepper (n. 1927)
- Peter Scher (1884–1953)
- Jakob Scherek (1870–1927)
- Christian Friedrich Scherenberg (1798–1881)
- Ernst Scherenberg (1839–1905)
- Marie-Luise Scherer (n. 1938)
- Dagmar Scherf (n. 1942)
- Wenzel Scherffer von Scherffenstein (1603–1674)
- Georg Scherg, de fapt Kurmes (1917–2002)
- Richard Scheringer (1904–1986)
- Ronald M. Schernikau (1960–1991)
- Johannes Scherr (1817–1886)
- Hansjörg Schertenleib (n. 1957)
- Landolf Scherzer (n. 1941)
- Andreas Scheu (1844–1927)
- Just Scheu (1903–1956)
- Norbert Scheuer (n. 1951)
- Erich Scheurmann (1878–1957)
- Julie Virginie Scheuermann (1878–după 1936)
- Mario Scheuermann (n. 1948)
- Silke Scheuermann (n. 1973)

## Schi - Schl
- René Schickele (1883–1940)
- Gotthard B. Schicker (n. 1946)
- Daniel Schiebeler (1741–1771)
- Anna Schieber (1867–1945)
- Richard Schiedel (1890–1954)
- Jörg Schieke (n. 1965)
- Carola Schiel (1898–?)
- Philipp Schiemann (n. 1969)
- Margarete Schiestl-Bentlage (1891–1954)
- Wolfgang Schiffer (n. 1946)
- Emanuel Schikaneder (1751–1812)
- Wolf von Schilgen (n. 1917)
- Friedrich Schiller (1759–1805)
- Josef Schiller (Schiller-Seff) (1846–1897)
- Gerd Schimansky (n. 1912)
- Jochen Schimmang (n. 1948)
- Roland Schimmelpfennig (n. 1967)
- Robert Schindel (n. 1944)
- Eva Schindler (n. 1930)
- Käthe Schirmacher (1865–1930)
- Heinrich Schirmbeck (1915–2005)
- Bernd Schirmer (n. 1940)
- David Schirmer (1623–1686)
- Michael Schirmer (1606–1673)
- Ruth Schirmer (1919-1996)
- Albert von Schirnding (n. 1935)
- Hubert Schirneck (n. 1962)
- Alfred Schirokauer (1880–1934)
- Wolfgang Schivelbusch (n. 1941)
- Johannes Schlaf (1862–1941)
- Evelyn Schlag (n. 1952)
- Max von Schlägel (1840–1891)
- Erich Schlaikjer (1867–1928)
- Eginald Schlattner (n. 1933)
- Franz Xaver von Schlechta (1796–1875)
- Dominik Schlechter (1884–1923)
- Einar Schleef (1944–2001)
- August Wilhelm Schlegel (1767–1845)
- Christiane Karoline Schlegel (1739-1833)
- Dorothea Schlegel (1763–1839)
- Friedrich Schlegel (1772–1829)
- Johann Adolf Schlegel (1721–1793)
- Johann Elias Schlegel (1719–1749)
- Carl Ludwig Schleich (1859–1922)
- Hanne Schleich (1916-2000)
- Martin Schleich (1827–1871)
- Martin Schleker (n. 1935)
- Wolfgang Schlenker (n. 1964)
- Friedrich Christian Schlenkert (1757–1826)
- Dieter Schlesak (n. 1934)
- Klaus Schlesinger (1937–2001)
- Bernhard Schlink (n. 1944)
- Martha Schlinkert (1913-1979)
- Albert von Schlippenbach (1800–1886)
- Arnold Schloenbach (1817–1866)
- Rainer Schlösser (1899–1945)
- Ulrich Schlotmann (n. 1962)
- Christian Schloyer (n. 1976)
- Wilhelm Schloz (1894–1972)
- Andreas Schlüter (n. 1958)
- Christoph Bernhard Schlüter (1801–1884)
- Wolfgang Schlüter (n. 1948)

## Schm
- Carl Schmachtenberg (1848–1933)
- Ferdinand Schmatz (n. 1953)
- Niklaus Schmid (n. 1942)
- Christoph von Schmid (1768–1854)
- Ferdinand von Schmid, pseudonim Dranmor (1823–1888)
- Friedrich Alfred Schmid-Noerr (1877–1969)
- Werner Schmidli (1939-2005)
- Alfred Paul Schmidt (n. 1941)
- Arno Schmidt (1914–1979)
- Eva Schmidt (n. 1952)
- Georg Philipp Schmidt (1766–1849)
- Heidi Schmidt (n. 1972)
- Karl Otto Schmidt (1904–1977)
- Kathrin Schmidt (n. 1958)
- Klamer Eberhard Schmidt (1746–1824)
- Luise Schmidt (n. 1955)
- Maximilian Schmidt (1832–1919)
- Nikolaus Schmidt (1874–1930)
- Peter Schmidt (n. 1938)
- Wolfgang Schmidt (n. 1923)
- Heinrich Schmidt-Barrien (1902–1996)
- Richard Schmidt-Cabanis (1838–1903)
- Wendelin Schmidt-Dengler (1942–2008)
- Anna Schmidt-Endres (1903–1977)
- Herbert Schmidt-Kaspar (n. 1929)
- Elisabeth Schmidt-Pauli (1882–1950)
- Wilhelm Schmidtbonn, de fapt Schmidt (1876–1952)
- Erhard Schmied (n. 1957)
- Wieland Schmied (n. 1929)
- Askan Schmitt (1867–?)
- Fritz Schmitt (1905–1975)
- Nora Schmitt (n. 1924)
- Oliver Maria Schmitt (n. 1966)
- Elke Schmitter (n. 1961)
- Adolf Schmitthenner (1854–1907)
- Rudolf Schmitt-Sulzthal (1903–1971)
- Hermann (Harry) Schmitz (1880–1913)
- Werner Schmitz (n. 1948)
- Benjamin Schmolck (1672–1737)
- Claudia Schmölders (n. 1944)
- Werner Schmoll (n. 1926)
- Alexander Schmook (1888–1969)
- Georg Schmückle (1880–1948)

## Schn
- Ernst Schnabel (1913–1986)
- Johann Gottfried Schnabel (1692–1752)
- Anton Schnack (1892–1973)
- Elisabeth Schnack (1899–1992)
- Friedrich Schnack (1888–1977)
- Clara Schnackenburg (1845–?)
- Max Schneckenburger (1819–1849)
- Heinrich Schneegans (1863–1914)
- Georg Schneider (1902–1972)
- Hannes Schneider (n. 1939)
- Hansjörg Schneider (n. 1938)
- Hansjörg Schneider (n. 1925)
- Harald Schneider (n. 1962)
- Josef Schneider (1911–1969)
- Karla Schneider (n. 1938)
- Louis Schneider (1805–1878)
- Michael Schneider (n. 1943)
- Peter Schneider (n. 1940)
- Reinhold Schneider (1903–1958)
- Robert Schneider (n. 1961)
- Rolf Schneider (n. 1932)
- Rudolf Schneider, pseudonim Rudolf Schneider-Schelde (1890–1956)
- Wilhelm Michael Schneider, pseudonim Wilhelm Michael Perhobstler (1891–1975)
- Joseph Anton Schneiderfranken, Ppseudonim Bô Yin Râ (1876–1943)
- Willy E. J. Schneidrzik (n. 1915)
- Robert Wolfgang Schnell (1916–1986)
- Werner Schneyder (n. 1937)
- Kristin T. Schnider (n. 1960)
- Manuel Schnitzer (1861–1941)
- Arthur Schnitzler (1862–1931)
- Karl Schnog (1897–1964)
- Wolfdietrich Schnurre (1920–1989)

## Scho
- Franz von Schober (1798–1882)
- Johann Georg Schoch (1627–1690?)
- Julia Schoch (n. 1974)
- Franz Schoenberner (1892-1970)
- Erasmus Schöfer (n. 1931)
- Sabine Scholl (n. 1959)
- Karl Albert Schöllenbach, de fapt Robert Theuermeister (1882–?)
- Karl Schölly (1902–1987)
- August Scholtis (1901–1969)
- Dietmar Scholz (n. 1933)
- Hans Scholz (1911–1988)
- Hugo Scholz (1896–1987)
- Leander Scholz (n. 1969)
- Roman Karl Scholz (1912–1944)
- Wilhelm von Scholz (1874–1969)
- Wilhelm Scholz (1863–1939)
- Friedrich Schön (1879–1946)
- Emil Prinz zu Schönaich-Carolath (1852–1908)
- Georg Schönauer (1903–1978)
- Alexander von Schönburg (n. 1969)
- Helmuth Schönauer (n. 1953)
- Lothar Schöne (n. 1949)
- Hans Schönfeld (1883–?)
- Sybil Gräfin Schönfeldt (n. 1927)
- Karl Schönherr (1867–1943)
- Ottmar Schönhuth (1806–1864)
- Bruno Schönlank (1891–1965)
- Rolf Schönlau (n. 1950)
- Markus T. Schönrock (n. 1969)
- Walter Schönstedt (1909–?)
- Franz von Schönthan (1849–1913)
- Paul von Schönthan (1853–1905)
- Matthias Schönweger (n. 1949)
- Ernst Schönwiese (1905–1991)
- Adele Schopenhauer (1797–1849)
- Renate Schoof (n. 1950)
- Johanna Schopenhauer (1766–1838)
- Alois Schöpf (n. 1950)
- Roberto Schopflocher (n. 1923)
- Amalie Schoppe (1791–1858)
- Christoph Schorer (1618–1671)
- Wolfgang Schorlau (n. 1951)
- Adelheid von Schorn (1841–1916)
- Henriette von Schorn (1807–1869)
- Karl Schorn (1893–1971)
- Egon Schoß (1911–1991)
- Anton Schosser (1801–1849)
- Renate Schostack (n. 1938)
- Justus Georg Schottelius (1612–1676)

## Schr
- Godehard Schramm (n. 1943)
- Ingo Schramm (n. 1962)
- Paul Schreckenbach (1866–1923)
- Wolfgang Schreckenbach (1904–1986)
- Hans Dieter Schreeb (n. 1938)
- Claudia Schreiber (n. 1958)
- Emanuel Schreiber (1852–1932)
- Hermann Schreiber (1920)
- Hugo Paul Schreiber-Uhlenbusch (1905–1978)
- Edith Schreiber-Wicke (n. 1943)
- Margit Schreiner (n. 1953)
- Peter Schrenk (n. 1943)
- Lothar Schreyer (1886–1966)
- Wolfgang Schreyer (n. 1927)
- Joseph Schreyvogel (1768–1832)
- Friedrich Schreyvogl (1899–1976)
- Margrit Schriber (n. 1939)
- Alfred Schrick (1919-2007)
- Leonhard Schrickel (1876–1931)
- Heinrich Schriefer (1847–1912)
- Werner Schriefer (1910–1981)
- Angelika Schrobsdorff (n. 1927)
- Friedrich Ludwig Schröder (1744–1816)
- Hans Eggert Schröder (1905–1985)
- Jörg Schröder (n. 1938)
- Karl Schröder (1884–1950)
- Mathias Schröder (n. 1941)
- Matthias Ludwig Schröder (1904–1950)
- Rainer M. Schröder (n. 1951)
- Rudolf Alexander Schröder (1878–1962)
- Wilhelm Schröder (1808–1878)
- Bernd Schroeder (n. 1944)
- Margot Schroeder (n. 1937)
- Gustav Schröer (1876–1949)
- Rolfrafael Schröer (n. 1928)
- Rolf Schroers (1919–1981)
- Franz Schrönghamer-Heimdal (1881–1962)
- Ludwig Schrott (1908–1973)
- Raoul Schrott (n. 1964)
- Hans Schrott-Fiechtl (1867–1938)

## Schu
- Christian Friedrich Daniel Schubart (1739–1791)
- Theodor Schübel (n. 1925)
- Friedrich Karl Schubert (1832–1892)
- Maxime Schubert (1724–1788)
- Gotthilf Heinrich von Schubert (1780–1860)
- Helga Schubert, de fapt Helga Helm (n. 1940)
- Johanne Juliane Schubert (1776–1864)
- Karl Leopold Schubert (1893–1983)
- Ulli Schubert (n. 1958)
- Ossip Schubin, de fapt Lola Kirschner (1854–1934)
- Elisabeth Schucht (1888–1954)
- Levin Schücking (1814–1883)
- Katharina Schücking-Busch (1791–1831)
- Rosemarie Schuder (n. 1928)
- Silke Andrea Schuemmer (n. 1973)
- Franz Schuh (n. 1947)
- Herbert Schuldt (n. 1941)
- Werner von der Schulenburg (1881–1958)
- Gustav Schüler (1868–1938)
- Frieder Schuller (n. 1942)
- Anna Schuller-Schullerus (1869–1951)
- Heinrich von Schullern (1865–1955)
- Eduard Schullerus (1877–1914)
- Günter Schulte (n. 1937)
- Michael Schulte (n. 1941)
- Georg Schulte-Frohlinde (n. 1927)
- Walther Schulte vom Brühl (1858–1921)
- Christian Schulteisz (n. 1985)
- Georg Julius von Schultz (1808–1875)
- Bernhard Schulz (1913–2003)
- Helmut H. Schulz (n. 1931)
- Hermann Schulz (1938)
- Kurd Schulz (1894–1978)
- Max Walter Schulz (1921–1991)
- Paulina Schulz (n. 1973)
- Ernst Schulze (1789–1817)
- Ingo Schulze (1962)
- Paul Schulze-Berghof (1873–1947)
- Bernhardine Schulze-Smidt (1846–1920)
- Andreas Schumacher (1803–1868)
- Heinrich August Schumacher (1790–1864)
- Tony Schumacher (1848–1931)
- Gerhard Schumann (1911–1995)
- Valentin Schumann (ca. 1520–ca. 1559)
- Johann Gottlieb Schummel (1748–1813)
- Peter Schünemann (n. 1930)
- Johann Balthasar Schupp (1610–1661)
- Johannes Martin Schupp (1883–1947)
- Paul Schurek (1890–1962)
- Hermann-Josef Schüren (n. 1954)
- Arthur Schurig (1870–1929)
- Hermann Schürrer (1928–1986)
- Wilhelm Schussen, de fapt Wilhelm Frick (1874–1956)
- Heinrich Schuster (1857–1931)
- Paul Schuster (n. 1930)
- Johann Schuster-Herineanu (1883–1920)
- Sigrid Schuster-Schmah (n. 1933)
- Peter Schütt (n. 1939)
- Wolfram Schütte (n. 1939)
- Julian Schutting (n. 1937)
- Helga Schütz (n. 1937)
- Stefan Schütz (n. 1944)

## Schw - Scu
- Gustav Schwab (1792–1850)
- Werner Schwab (1958–1994)
- Toni Schwabe (1877–1951)
- René Schwachhofer (1904–1970)
- Ottilie Schwahn (1849–1918)
- Brigitte Schwaiger (n. 1949)
- Peter Schwaiger (n. 1968)
- Johann Heinrich Schwalm (1864–1946)
- Erhard Schwandt
- Ludger Schwarte (n. 1967)
- Gregor Schwartz-Bostunitsch (1883–?)
- Annelies Schwarz
- Hans Schwarz (1890–1967)
- Joachim Chaim Schwarz (1909–?)
- Ludwig Schwarz (1925–1981)
- Sibylla Schwarz (1621–1638)
- Tanja Schwarz (n. 1970)
- Wolfgang Schwarz (n. 1916)
- Hans Dieter Schwarze (1926–1994)
- Marie von Schwarzenau (1815–1880)
- Annemarie Schwarzenbach (1908–1942)
- Nikolaus Schwarzkopf (1884–1962)
- Alfred Otto Schwede (1915–1987)
- Robert Schweichel (1821–1907)
- Alfons Schweiggert (n. 1947)
- Ruth Schweikert (n. 1965)
- Ulrike Schweikert (n 1966)
- Hans von Schweinichen (1552–1616)
- Johann Schweitzer (1833–1875)
- Karl Friedrich von Schweitzer (1797–1847)
- Rolf Schwendter (n. 1939)
- Lily Schwenger-Cords (1890–1980)
- Günther Schwenn, de fapt Günther Franzke (1903–1991)
- Per Schwenzen (1899–1984)
- Malin Schwerdtfeger (n. 1972)
- Carl Borro Schwerla (1903–1986)
- Fritz Schwiefert (1890–1962)
- Jacob Schwieger (1629?–1663?)
- Peter Schwindt (n. 1964)
- Kurt Schwitters (1887–1948)
- Karl Schworm (1889–1956)
- Rudolf Scipio (1837–1901)
- Andreas Scultetus, de fapt Scholz (ca. 1622/23–1647)
- Johannes Scultetus (1586–1613)
- Herbert Scurla (1905–1981)

## Se - Sh
- Charles Sealsfield, de fapt Karl Anton Postl (1793–1864)
- W. G. Sebald (1944–2001)
- György Sebestyén (1930–1990)
- Josef Seeber (1856–1919)
- Franz von Seeburg, de fapt Franz Xaver Hacker (1836–1894)
- Bernhard Seeger (1927–1999)
- Johann Georg Seeger (1867–1921)
- Klaus Seehafer (n. 1947)
- Ewald Gerhard Seeliger (1877–1959)
- Annette Seemann (n. 1959)
- August Seemann (1879–1916)
- Helmut Seethaler (n. 1953)
- Richard Seewald (1889–1976)
- Anna Seghers, de fapt Netty Radvanyi (1900–1983)
- Georg Seidel (n. 1945)
- Heinrich Seidel (1842–1906)
- Heinrich Wolfgang Seidel (1876–1945)
- Ina Seidel (1885–1974)
- Jürgen Seidel (1948)
- Robert Seidel (1850–1933)
- Willy Seidel (1887–1934)
- Maria Seidemann (n. 1944)
- Theodor Seidenfaden (1886-1979)
- Florian Seidl (1893–1972)
- Johann Gabriel Seidl (1804–1875)
- Oskar Seidlin (1911–1984)
- Hellmut Seiler (n. 1953)
- Lutz Seiler (n. 1963)
- Manfred Seiler (n. 1952)
- Robert Seitz (1891–1938)
- Susanne Seitz (n. 1964)
- Erich Selbmann (1926–2006)
- Fritz Selbmann (1899–1975)
- Bogislav von Selchow (1877–1943)
- Franz Seldte (1882–1947)
- Berthold Seliger (n. 1960)
- Dirk Seliger (n. 1970)
- Rafael Seligmann (n. 1947)
- Annemarie Selinko (1914–1986)
- Hans Joachim Sell (1920–2007)
- Dorothea Sella (1919?)
- Gerd Semmer (1919–1967)
- Jeanne Berta Semmig (1867–1958)
- Hermann Sendelbach (1894–1971)
- Johann Senn (1795–1857)
- Valentin Senger (1918–1997)
- Zafer Șenocak (n. 1961)
- Albert Sergel (1876–1946)
- Walter Serner (1889–1942)
- Wolf Serno (n. 1944)
- Friedrich Anton Serre (1789–1863)
- Franz Servaes (1862–1947)
- Clemens J. Setz (n. 1982)
- Wolfram Setz (n. 1941)
- Bernhard Setzwein (1960)
- Adolf Seubert (1819–1880)
- Karl Rolf Seufert (1923–1966)
- Johann Gottfried Seume (1763–1810)
- Günter Seuren (1932–2003)
- Heinrich Seuse (1300–1366)
- Sibylle Severus (n. 1937)
- Richard Sexau (1882–1962)
- Joachim Seyppel (n. 1919)
- Ilana Shmueli (n. 1924)
- Farhad Showghi (n. 1961)

## Si - Spa
- Johanna Sibelius (1913–1970)
- Gustav Sichelschmidt (1913–1996)
- Agis Sideras (n. 1974)
- Max Sidow (1897–1965)
- Josephine Siebe (1870–1941)
- Eva Siebenherz (n. 1959)
- Bernd Sieberichs (n. 1961)
- Ursula Sieberichs (n. 1958)
- Friedrich Sieburg (1893–1964)
- Marie Charlotte Siedentopf (1879–1968)
- Alfred Siefert (1861–1918)
- Michael Siefener (n. 1961)
- Nasrin Siege (n. 1950)
- Anita Siegfried (n. 1948)
- Walther Siegfried (1858–1947)
- Harald Siegmund (n. 1930)
- Hans Siemsen (1891–1969)
- Arthur Silbergleit (1881–1943)
- Edith Silbermann (n. 1921)
- Johann Wilhelm Simler (1605–1672)
- Johannes Mario Simmel (1924–2009)
- Andrea Simmen (n. 1960)
- Maria Simmen (1900–1996)
- Christoph Simon (n. 1972)
- Erik Simon (n. 1950)
- Konrad Heinrich Simons (1913–2009)
- William von Simpson (1881–1945)
- Karl Simrock (1802–1876)
- Katja Sindemann (n. 1969)
- Herbert Sinz (1913-1989)
- Curt Siodmak (1902–2000)
- Eva Maria Sirowatka (1917–1988)
- Sepp Skalitzky (1901–1993)
- Hans Skirecki (n. 1935)
- Fritz Skowronnek (1858–1939)
- Richard Skowronnek (1862–1932)
- Erich Wolfgang Skwara (n. 1948)
- Slang, de fapt Fritz Hampel (1895–1932)
- Barbara Slawig (n. 1956)
- Peter Sloterdijk (n. 1947)
- Heinrich Smidt (1798–1867)
- Karl Söhle (1861–1947)
- Heinrich Sohnrey (1859–1948)
- Ernst Solèr (1960–2008)
- Ernst Reinhold Solger (1820–1866)
- Werner Söllner (n. 1951)
- Alexander Solomonica (1889–?)
- Nicolaus Sombart (1923–2008)
- Werner Sombart (1863–1941)
- Anton Sommer (1816–1888)
- Emil Friedrich Julius Sommer (1819–1846)
- Ernst Sommer (1888–1955)
- Fedor Sommer (1864–1930)
- Harald Sommer (n. 1935)
- Jörg Sommer (n. 1963)
- Lina Sommer (1862–1932)
- René Sommer (1954)
- Siegfried Sommer (1914–1996)
- Angela Sommer-Bodenburg (1948)
- Arno Sommerfeld (1891–1963)
- Herbert Somplatzki (n. 1934)
- Amanda Sonnenfels (1868–?)
- Joseph von Sonnenfels (1733–1817)
- Hugo Sonnenschein, pseudonim Hugo Sonka (1889–1953)
- Alois Theodor Sonnleitner (1869–1939)
- Richard Johannes Sorge (1892–1916)
- Corinna Soria (n. 1962)
- Jura Soyfer (1912–1939)
- Otto Soyka (1882–1955)
- Lisa Spalt (n. 1970)
- Günter Spang (n. 1926)
- Wolfhart Spangenberg (1567–după 1636)
- Erika Spann (1880–1967)
- Jens Sparschuh (n. 1955)
- Bernd Späth (n. 1950)
- Gerold Späth (n. 1939)
- Anton Spatschek (1910–1988)

## Spe - Sta
- Joachim Specht (n. 1931)
- Kerstin Specht (n. 1956)
- Richard Specht (1870–1932)
- Wilhelm Speck (1861–1925)
- Elisabeth Specker-Tjaden (1885–1939)
- Diedrich Speckmann (1872–1938)
- Friedrich Spee von Langenfeld (1591–1635)
- Daniel Speer (1636–1707)
- Karl Spengler (1901–1976)
- Lazarus Spengler (1479–1536)
- Manès Sperber (1905–1984)
- Dorothea Sperber-Sella (1919?)
- August Sperl (1862–1926)
- Martin Sperr (1944–2002)
- Monika Sperr (1941–1984)
- Flurin Spescha (1958–2000)
- Wilhelm Speyer (1887–1952)
- Hilde Spiel (1911–1990)
- Friedrich Spielhagen (1829–1911)
- Heinrich Spiero (1876–1947)
- Gerty Spies (1897–1997)
- Alice Spies-Neufert (1883-1991)
- Christian Heinrich Spieß (1755–1799)
- Joseph Spillmann (1842–1905)
- Wolf Spillner, de fapt Wolfgang Spillner (1936)
- Karl Spindler (1796–1855)
- Burkhard Spinnen (n. 1956)
- Mela Spira (1893–1967)
- Karl Johann Philipp Spitta (1801–1859)
- Carl Spitteler (1845–1924)
- Daniel Spitzer (1835–1893)
- Hermann Spix (n. 1946)
- Alexander Spoerl (1917–1978)
- Heinrich Spoerl (1887–1955)
- Günter Spranger (1921–1992)
- Klementine Sprengel (1849–1919)
- Karl Springenschmid (1897–1981)
- Franz Spunda (1889–1963)
- Johanna Spyri (1827–1901)
- Ilse von Stach (1879–1941)
- Martin Stade (n. 1931)
- Heinrich Stadelmann (1865–1948)
- Arnold Stadler (n. 1954)
- Ernst Stadler (1883–1914)
- Chris Stadtlaender
- Tim Staffel (n. 1965)
- Friedrich August von Stägemann (1763–1840)
- Hermann Stahl (1908-1998)
- Heinz Stalder (n. 1939)
- Karl Stamm (1890–1919)
- Peter Stamm (n. 1963)
- Georg Stammler (1872–1948)
- Thomas Stangl (n. 1966)
- Saša Stanišić (n. 1978)
- Franz Starosson (1874–1919)
- Herta F. Staub (1908–1996)
- Michael Stauffer (n. 1972)
- Robert Stauffer (n. 1936)
- John Stave (1929–1993)
- Fritz Stavenhagen (1876–1906)

## Ste - Sti
- Verena Stefan (n. 1947)
- Albert Steffen (1884–1963)
- Günter Steffens (1922–1985)
- Hermann Stegemann (1870–1945)
- Josua Stegmann (1588–1632)
- Achim Stegmüller (n. 1977)
- Heinz Steguweit (1897–1964)
- Hermann Stehr (1864–1940)
- Bruno Steiger (n. 1946)
- Dominik Steiger (n. 1940)
- Edgar Steiger (1858–1919)
- Otto Steiger (1909–2005)
- Flavio Steimann (n. 1945)
- Anna Stein, de fapt Margareta Wulff (1792–1874)
- Benjamin Stein (n. 1970)
- Thomas von Steinaecker (n. 1977)
- Hans Wilhelm Stein-Saaleck
- Werner Steinberg (1913–1992)
- Alfred Steinberg-Frank (1888–1953)
- Gisela Steineckert (n. 1931)
- Hedwig Steiner (1889–1969)
- Jörg Steiner (n. 1930)
- Wilfried Steiner (n. 1960)
- Justin Steinfeld (1886-1970)
- Heinrich Steinhausen (1836–1917)
- Andreas Steinhöfel (n. 1962)
- Heinrich Steinhöwel (1412–1482/83)
- Jörg Steinleitner (n. 1971)
- Carl-Peter Steinmann (n. 1946)
- Hans-Jürgen Steinmann (n. 1929)
- Angela Steinmüller (n. 1941)
- Karlheinz Steinmüller (n. 1950)
- Paul Steinmüller (1870–1940)
- Ginka Steinwachs (n. 1942)
- Anne Steinwart (n. 1945)
- Anke Stelling (n. 1971)
- Franz Stelzhamer (1802–1874)
- R. A. Stemmle (1903–1974)
- Alexander Graf Stenbock-Fermor (1902–1972)
- Christoph Stender (n. 1957)
- Hansgeorg Stengel (1922–2003)
- Marlene Stenten (1935)
- Cora Stephan, pseudonim Anne Chaplet (n. 1951)
- Hanna Stephan (1902–1980)
- Martin Stephan (n. 1945)
- Claus Stephani (n. 1938)
- Beat Sterchi (n. 1949)
- Adolf Stern, de fapt Adolf Ernst (1835–1907)
- Horst Stern (n. 1922)
- Josef Luitpold Stern (1886–1966)
- Maurice Reinhold von Stern (1860–1938)
- Ludwig Sternaux (1885–1938)
- Leo Sternberg (1876–1937)
- Hans Sterneder (1889–1981)
- Carl Sternheim (1878–1942)
- Norbert Sternmut (n. 1958)
- Julius Stettenheim (1831–1916)
- Fritz Steuben, de fapt Erhard Wittek (1898–1981)
- Emanuel Stickelberger (1884–1962)
- Klaus Stief (1897–1963)
- Heinrich Stieglitz (1801–1850)
- Karl Stieler (1842–1885)
- Kaspar von Stieler (1632–1707)
- Adalbert Stifter (1805–1868)
- Hans Stilett (n. 1922)
- Gustav Stille (1845–1920)
- Klaus Stiller (n. 1941)
- Niklas Stiller (1947)
- Felix Stillfried, de fapt Adolf Brandt (1851–1910)
- Conradine Stinde (1856–1925)
- Julius Stinde (1841–1905)
- Rudolf Stirn (n. 1938)
- Max Stirner (1806–1856)
- Karl Stitzer (1896–1972)

## Sto - Str
- Carl Stöber (1796–1865)
- Helene Stöcker (1869–1943)
- Heinrich Arnold Stockfleth (1643–1708)
- Maria Catharina Stockfleth (1633?–1692)
- Joseph Stöckle (1844–1893)
- Francisca Stoecklin (1894–1931)
- Otto Stoessl (1875–1936)
- Goetz Otto Stoffregen (1896–?)
- Georg Stöger-Ostin (1874–1965)
- Christian von Stökken (1633–1684)
- Auguste Louise Gräfin Stolberg (1753–1835)
- Christian Stolberg (1748–1821)
- Friedrich Leopold zu Stolberg-Stolberg (1750–1819)
- Heinrich Alexander Stoll (1910–1977)
- Josef Stoll (1879–1956)
- Brigitte Stolle (1959)
- Ferdinand Stolle, de fapt Ferdinand Anders (1806–1872)
- Gottlieb Stolle (1673–1744)
- Inge Stolten (1921–1993)
- Ulf Stolterfoht (n. 1963)
- Adelheid von Stolterfoth (1800–1875)
- Adolf Stoltze (1842–1933)
- Friedrich Stoltze (1816–1891)
- Victor Otto Stomps (1897–1970)
- Maria Stona (1861–1944)
- Ludwig Storch (1803–1881)
- Friedrich Storck (1838-1915)
- Victor Friedrich Storck (1877–1969)
- Theodor Storm (1817–1888)
- Claudia Storz (n. 1948)
- Gustav Stoskopf (1869–1944)
- Frank Störzner (n. 1958)
- Gabriele Stötzer (n. 1953)
- Hans Dieter Stöver (n. 1937)
- Rudolf Stöwesand (1892–?)
- Moritz Graf von Strachwitz (1822–1847)
- Manfred Strahl (1940–2000)
- Rudi Strahl (1931–2001)
- August Stramm (1874–1915)
- Charlot Strasser (1884–1950)
- Harald Strätz (n. 1951)
- Karl Willy Straub (1880–1971)
- Maria Elisabeth Straub (n. 1943)
- Hugo Strauch (1886-?)
- Botho Strauß (n. 1944)
- Emil Strauß (1866–1960)
- Lulu von Strauß und Torney (1873–1956)
- Victor von Strauß und Torney (1809–1899)
- Lothar Streblow (n. 1929)
- Karl Strecker (1862–1933)
- Marlene Streeruwitz (n. 1950)
- Karl Streibel (1853–?)
- Gustav Streicher (1873–1915)
- Werner Streletz (n. 1949)
- Ina Strelow (n. 1958)
- Manfred Streubel (1932–1992)
- Erwin Strittmatter (1912–1994)
- Eva Strittmatter (n. 1930)
- Thomas Strittmatter (1961–1995)
- Arno Strobel (n. 1962)
- Karl Hans Strobl (1877–1946)
- Adolf Strodtmann (1829–1879)
- Tina Stroheker (n. 1948)
- Curt Strohmeyer (1905–?)
- Christian Wilhelm Stromberger (1826–1900)
- Friedrich Armand Strubberg, pseudonim Armand (1808–1891)
- Antje Rávic Strubel (n. 1974)
- Karin Struck (1947–2006)
- Gustav von Struensee, pseudonim Gustav vom See (1803–1875)
- Herbert Strutz (1902–1973)
- Brigitte Struzyk (n. 1946)

## Stu - Sz
- Johann Wilhelm von Stubenberg (1619–1663)
- Fritz Stüber (1903–1978)
- Fritz Stüber-Gunther (1872–1922)
- Eduard Stucken (1865–1936)
- Wilhelm Stücklen (1887–1929)
- Benjamin von Stuckrad-Barre (n. 1975)
- Peter Stühlen (1900–1982)
- Julius Sturm (1816–1896)
- Stefan Sturm (n. 1913)
- Vilma Sturm (1912–1995)
- Helfrich Peter Sturz (1736–1779)
- Rudolf Stürzer (1865–1926)
- Rüdiger Stüwe (n. 1939)
- Jakob Stutz (1801–1877)
- Peter Suchenwirt (ca. 1320–după 1395)
- Barbara Suchner (n. 1922)
- Clara Sudermann (1861–1924)
- Hermann Sudermann (1857–1928)
- Leonore Suhl (n. 1922)
- Marianne Sula (n. 1954)
- Hannes Sulzenbacher (n. 1968)
- Alain Claude Sulzer (n. 1953)
- Bernd Sülzer (n. 1940)
- Ingo Sundmacher (n. 1965)
- Arno Surminski (n. 1934)
- Auguste Supper (1867–1951)
- Theodor Suse (1857–1917)
- Patrick Süskind (n. 1949)
- Wilhelm Emanuel Süskind (1901–1970)
- Süßkind von Trimberg (1230–1300)
- Heinrich Suso-Waldeck, de fapt August Popp (1873–1943)
- Martin Suter (n. 1948)
- Ernst Sutter (1884–1970)
- Bertha von Suttner (1843–1914)
- Dieter Süverkrüp (n. 1934)
- Carmen Sylva, de fapt regina Elisabeta din România (1843–1916)
- Erwin Sylvanus (1917–1985)
- Wilhelm Szabo (1901–1986)
- Michael Szameit (n. 1950)
- Mario Szenessy (1930–1976)
- Silvia Szymanski (n. 1958)
- Gerald Szyszkowitz (n. 1938)

| Vezi: Sa Sc-Scha Sche Schi- Schl Schm Schn Scho Schr Schu Schw- Scu Se- Sh Si- Spa Spe- Sta Ste- Sti Sto- Str Stu- Sz |

| Vezi: Sa Sc-Scha Sche Schi- Schl Schm Schn Scho Schr Schu Schw- Scu Se- Sh Si- Spa Spe- Sta Ste- Sti Sto- Str Stu- Sz |